# Chionaema laticincta
Chionaema laticincta là một loài bướm đêm thuộc phân họ Arctiinae, họ Erebidae.